# Гнатюк, Дмитрий Михайлович
Дми́трий Миха́йлович Гнатю́к (укр. Дмитро Михайлович Гнатюк; 28 марта 1925 — 29 апреля 2016) — советский и украинский камерный и оперный певец (баритон), театральный режиссёр, педагог. Герой Социалистического Труда (1985). Герой Украины (2005). Народный артист СССР (1960). Народный артист Украины (1999). Лауреат Государственной премии СССР (1977), премии Ленинского комсомола (1967) и Государственной премии УССР имени Шевченко (1973).

## Биография
Родился 28 марта 1925 года в селе Староселье (ныне — Мамаевцы Черновицкого района Черновицкой области Украины) в семье крестьян.
Во время войны — в эвакуации, с 1944 года работал сталеваром в городе Нижняя Салда Свердловской области.
С 1945 года — артист Черновицкого украинского музыкально-драматического театра (с 1954 — имени О. Ю. Кобылянской).
Окончил Киевское музыкальное училище (ныне Киевский институт музыки имени Глиэра), в 1951 году — вокальный факультет Киевской консерватории имени П. И. Чайковского (ныне Национальная музыкальная академия Украины имени П.И.Чайковского), класс И. С. Паторжинского, в 1975 — факультет музыкальной режиссуры Киевского института театрального искусства имени И. К. Карпенко-Карого (ныне Киевский национальный университет театра, кино и телевидения имени И.К.Карпенко-Карого), курс В. А. Нелли.
С 1951 года — солист Киевского театра оперы и балета имени Т.Шевченко. В 1979—1980 годах занимает пост директора, в 1980—1988 — режиссёра, в 1988—2011 — художественного руководителя и главного режиссёра (свыше 20 постановок), с 2011 — режиссёра театра.

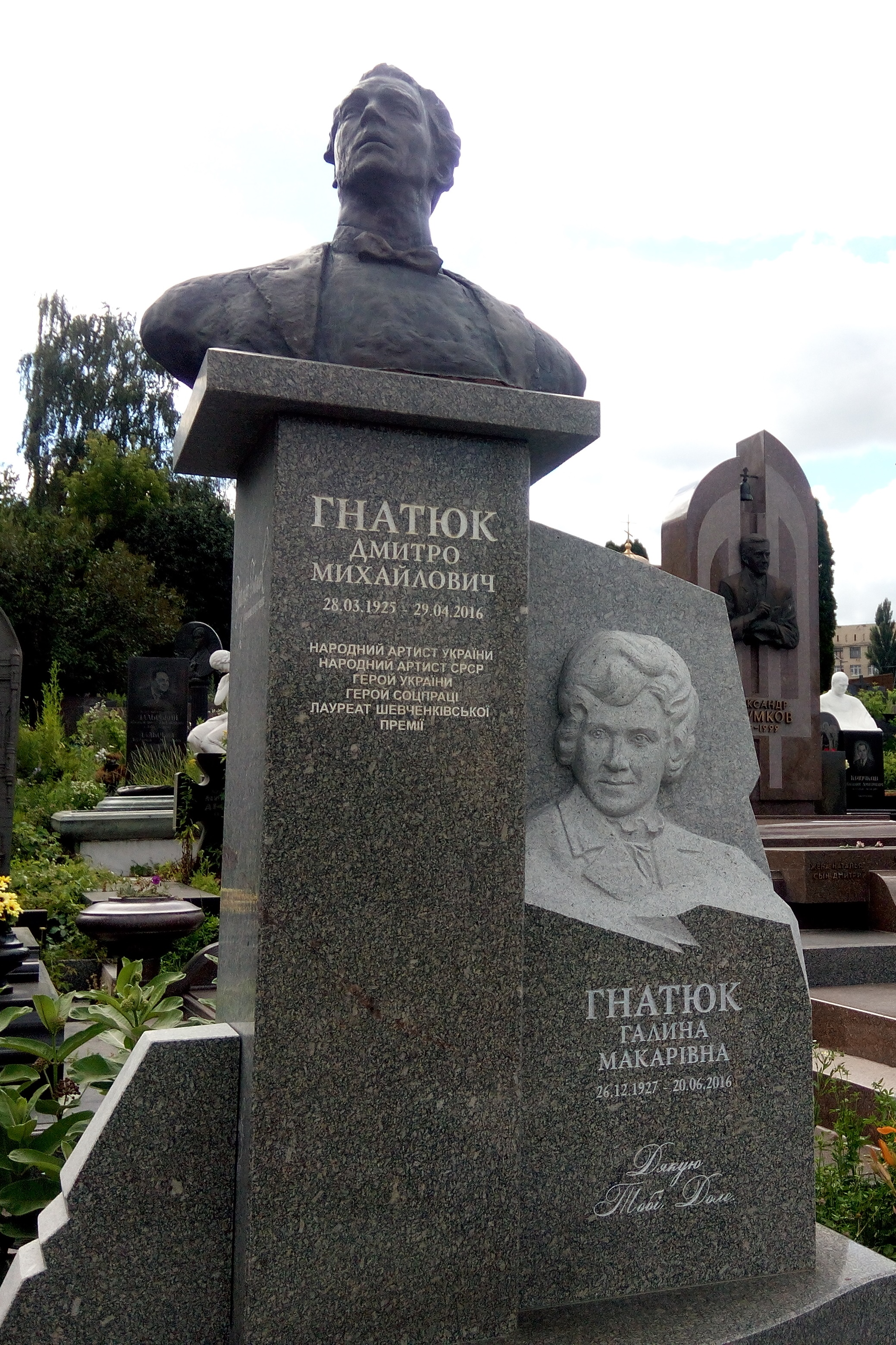
Бюст Дмитрия Гнатюка и жены Галины на Байковом кладбище

С 1985 года — также режиссёр Киевского детского музыкального театра (с 2005 — Киевский муниципальный академический театр оперы и балета для детей и юношества).
Ставил спектакли в оперной студии Киевской консерватории и в Донецком театре оперы и балета имени А.Соловьяненко.
Гастролировал по городам СССР и за рубежом: Египет, Италия, Испания, Франция, Австралия, Канада, Китай, Мали, Нигерия, Гвинея, Гана, Новая Зеландия, США, Исландия, Япония, Норвегия, Венгрия, Португалия, Германия, Дания, Индия и др.
Дмитрий Гнатюк выступал и как концертный певец. В его репертуаре было свыше 200 произведений национальной и мировой классики, эстрадных и народных песен, романсов.
Снимался в кино.
В 1983—1990 годах — заведующий кафедрой оперной подготовки Киевской консерватории имени П. И. Чайковского (с 1985 — доцент, с 1987 — профессор).
Умер 29 апреля 2016 года в Киеве. Похоронен на Байковом кладбище.

## Семья
- Отец — Михаил Дмитриевич (1898—1987), колхозник.
- Мать — Мария Ивановна (1898—1962), колхозница.
  - Старший брат — Иван. До 1940 года учился в Высшей морской школе в Констанце (Румыния)[5].
- Жена — Галина Макаровна Гнатюк (1927—2016), языковед, лексикограф, историк украинского языка, доктор филологических наук (1984), работала в Институте языкознания имени А. А. Потебни НАН Украины[6].
  - Сын — Андрей, филолог, преподаёт французский язык в университете.

## Общественно-политическая деятельность
- Член КПСС с 1960 по 1990 год
- Депутат Верховного Совета СССР 8—10 созывов (1974—1984)
- Народный депутат Украины III созыва (1998—2002), заместитель председателя Комитета Верховной Рады Украины по вопросам культуры и духовности (с 07.1998)
- Член Всеукраинского объединения «Громада» (1997—05.1999)
- Председатель Музыкального общества Украины (1985—1990)
- Член президиума Всесоюзного музыкального общества (1986—1991)
- Председатель Киевского межобластного отделения Украинского театрального общества (1979—1985)
- Член Комитета по Национальной премии Украины им. Т. Шевченко (1976—1996)
- Член Советского комитета защиты мира (1978—1992)
- Председатель украинского отделения Общества «СССР—Канада» (1977—1987)
- Член правления Всеукраинского фонда воссоздания выдающихся памятников историко-архитектурного наследия им. О. Гончара
- Член правления Фонда содействия развитию искусств
- Член правления Комитета «Украина-Европа».

## Работы

### Оперные партии
- «Тарас Бульба» Н. В. Лысенко — Остап
- «Наталка Полтавка» Н. В. Лысенко — Николай
- «Энеида» Н. В. Лысенко — Эней
- «Запорожец за Дунаем» С. С. Гулак-Артемовского — Султан
- «Милана» Г. И. Майбороды — Мартын
- «Арсенал» Г. И. Майбороды — Максим
- «Мазепа» П. И. Чайковского — Мазепа
- «Евгений Онегин» П. И. Чайковского — Евгений Онегин
- «Пиковая дама» П. И. Чайковского — Томский и Елецкий
- «Князь Игорь» А. П. Бородина — Игорь Святославич
- «Риголетто» Дж. Верди — Риголетто
- «Абесалом и Этери» З. П. Палиашвили — Мурман
- «Демон» А. Г. Рубинштейна — Демон
- «Аида» Дж. Верди — Амонасро
- «Севильский цирюльник» Дж. Россини — Фигаро
- «Фауст» Ш. Гуно — Валентин
- «Укрощение строптивой» В. Я. Шебалина — Петруччио
- «Трубадур» Дж. Верди — Ди Луна
- «Бал-маскарад» Дж. Верди — Ренато
- «Волшебная флейта» В. А. Моцарта — Папагено
- «Первая весна» Г. Л. Жуковского — Павел
- «Кармен» Ж. Бизе — Эскамильо
- «Травиата» Дж. Верди — Жермон
- «Лоэнгрин» Р. Вагнера — Тельрамунд
- «Сельская честь» П. Масканьи — Альфио
- «Катерина» Н. Н. Аркаса — Иван

### Постановки опер
Киевский театр оперы и балета им. Т. Шевченко:
- 1975 — «Князь Игорь» А. П. Бородина
- 1978 — «Запорожец за Дунаем» С. С. Гулак-Артемовского
- 1980 — «Тоска» Дж. Пуччини
- 1981 — «Севильский цирюльник» Дж. Россини
- 1989 — «Наталка Полтавка» Н. В. Лысенко
- 1990 — «Золотой обруч» Б. Н. Лятошинского
- 1991 — «Мазепа» П. И. Чайковского
- 1992 — «Тарас Бульба» Н. В. Лысенко
- 1994 — «Травиата» Дж. Верди
- 1996 — «Пиковая дама» П. И. Чайковского
- 1998 — «Аида» Дж. Верди
- 2003 — «Война и мир» С. С. Прокофьева
- «Сорочинская ярмарка» М. П. Мусоргского
- «Тихий Дон» И. И. Дзержинского

Оперная студи при Киевской консерватории:
- 1984 — «Фауст» Ш. Гуно
- 1988 — «Севильский цирюльник» Дж. Россини
- 1988 — «Майская ночь» Н. А. Римского-Корсакова
- 1989 — «Солдатский портрет» В. Д. Кирейко

Донецкий театр оперы и балета им. А. Соловьяненко:
- 1989 — «Запорожец за Дунаем» С. С. Гулак-Артемовского

### Фильмография
1. 1952 — Концерт мастеров украинского искусства
2. 1958 — Волшебная ночь — Семён
3. 1958 — Годы молодые — эпизод, исп. песни
4. 1960 — «Кровь людская — не водица» — слепой Андрей
5. 1960 — Летающий корабль — Кобзарь
6. 1967 — Киевские мелодии (короткометражный) — вокал
7. 1978 — Я люблю тебя, жизнь. Песни Эдуарда Колмановского (короткометражный)
8. 1979 — Баллада о спорте (документальный) — исп. песни «Богатырская наша сила»
9. 1983 — Песня о Днепре (музыкальный фильм)[7]

### Дискография
- Записал 15 LP пластинок[8], 6 компакт-дисков.

## Заслуги

### Почётные звания
- Заслуженный артист Украинской ССР (1958)[9]
- Народный артист СССР (1960)
- Народный артист Украины (1999) — за весомый личный вклад в развитие украинской культуры, многолетнюю плодотворную творческую и общественную деятельность[10].
- Почётный гражданин Киева (1997)
- Почётный гражданин Черновцов (2002)
- Почётный гражданин Черновицкой области (2015)

### Награды Украины
- Почётный знак отличия Президента Украины (1995) — за выдающиеся заслуги в развитии украинского музыкального искусства, обогащение национального культурного наследия[11].
- Почётная грамота Кабинета министров Украины (2000) — за весомый личный вклад в развитие украинского музыкального искусства, высокий профессионализм, плодотворную общественную деятельность и по случаю 75-летия от дня рождения[12].
- Грамота Верховной рады Украины (2000)
- Орден князя Ярослава Мудрого V степени (2000) — за выдающиеся заслуги перед украинским государством в развитии культуры и искусства, многолетнюю плодотворную творческую и общественную деятельность[13].
- Серебряная медаль «10 лет независимости Украины» (2002)
- Герой Украины (с вручением ордена Державы, 2005) — за выдающиеся личные заслуги перед Украинским государством в развитии музыкальной культуры, обогащение национальной сокровищницы оперного и народного песенного искусства, многолетнюю плодотворную творческую и общественно-политическую деятельность[14]
- Орден князя Ярослава Мудрого IV степени (2009) — за весомый личный вклад в дело консолидации украинского общества, развитие демократического, социального и правового государства и по случаю Дня Соборности Украины[15].
- Орден князя Ярослава Мудрого III степени (2015) — за весомый личный вклад в развитие национальной культуры и театрального искусства, значительные творческие достижения, высокое профессиональное мастерство и по случаю Международного дня театра[16].

### Награды СССР
- Герой Социалистического Труда (1985)
- Два ордена Ленина (1967, 1985)
- Орден Октябрьской Революции (1971)
- Орден Трудового Красного Знамени (1982)
- Орден Дружбы народов (1975)
- Медаль «За доблестный труд. В ознаменование 100-летия со дня рождения Владимира Ильича Ленина»
- Медаль «За доблестный труд в Великой Отечественной войне 1941—1945 гг.»
- Медаль «В память 1500-летия Киева»

### Премии
- Государственная премия СССР (1977) — за концертные программы (1974—1976)
- Государственная премия Грузинской ССР им. З. Палиашвили (1972)
- Государственная премия Украинской ССР им. Т. Шевченко (1973) — за концертные программы 1971—1972 годов
- Премия Ленинского комсомола (1967) — за концертно-исполнительскую деятельность и активную пропаганду советской песни

### Иные награды

Мемориальная доска Дмитрию Гнатюку в Киеве

- Орден Николая Чудотворца «За приумножение добра на Земле» (1997, Фонд международных премий)
- Орден Святого равноапостольного князя Владимира (УПЦ МП) (2000)
- Награда «Хрустальный слон» (2002, Международный открытый Рейтинг популярности и качества «Золотая Фортуна»)
- Орден «Звезда общественного признания» (2003, Международный открытый Рейтинг популярности и качества «Золотая Фортуна»)
- Золотая медаль Академии искусств Украины (2003)
- В Киеве на Аллее звёзд возле Пассажа (улица Крещатик № 15) установлена звезда Д. М. Гнатюка

### Почётные академические звания
- Профессор Киевской консерватории (1987)
- Действительный член (академик) Академии искусств Украины (1996)
- Академик Академии творчества России (1992)
- Академик Международной академии информатизации при ООН (2002).

## Память
- Имя Дмитрия Гнатюка носят Черновицкая областная филармония и музыкальная школа села Мамаивцы, где родился исполнитель.
- 28 февраля 2020 года на фасаде дома № 3 по улице Станиславского в Киеве, где жил певец, за счёт родных артиста была установлена мемориальная доска[17]. В этом же доме в 2017 году была открыта комната-музей певца[18].